# 拇指大战

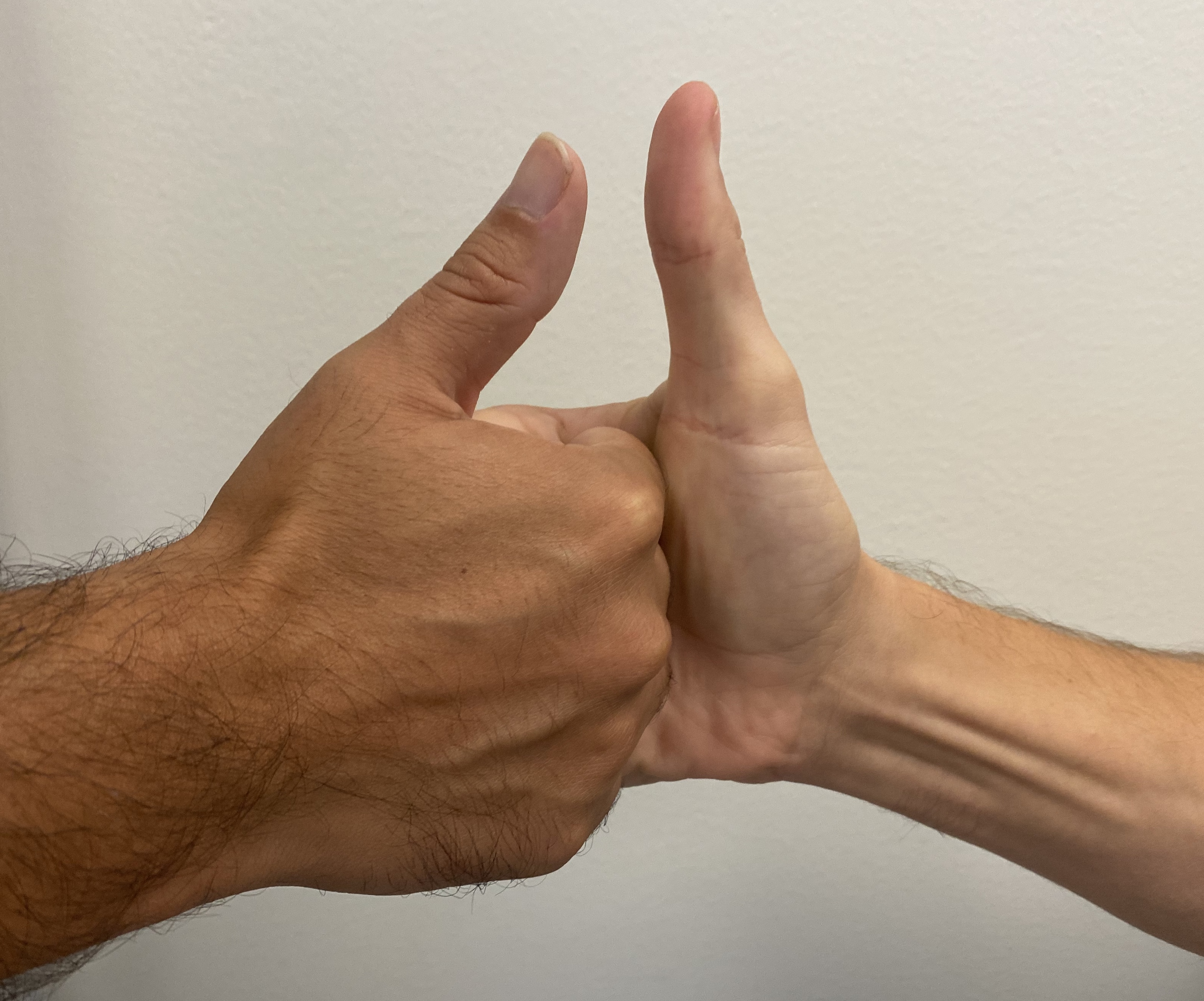
拇指大战

拇指大战是指两名玩家通過拇指進行的戰鬥游戏。 玩家首先要面对面，然後各自伸出左手或右手，做出拇指手勢，  玩家不得用除拇指以外的任何手指来按住對方的拇指。 